# Paysages avec figures absentes
Paysages avec figures absentes est un recueil de poèmes de Philippe Jaccottet, paru en 1970 aux Éditions Gallimard

## Rééditions
Il a été réédité, avec des ajouts, en 1976, toujours dans la collection Blanche, puis, en 1998 dans la collection de poche Poésie Gallimard. 

## Description
L'ouvrage est composé de proses poétiques variées, certains plus discursives et tournées vers la réflexion philosophique quoique pouvant être des « poèmes-discours », d'autres plus lyriques et qualifiables de poèmes en prose, que le poète surnomme « des germes de poèmes » (par exemple « Le Cerisier » et « La Tourterelle turque »,. Il trouve cependant son unité dans la thématique du paysage, qu'elle apparaisse de manière concrète, avec la description, au cours d'une promenade ou lors d'une contemplation, d'un paysage particulier, de façon plus indirecte, dans le cadre de considérations sur la peinture par exemple, ou en arrière-plan.

## Composition du recueil (édition revue et augmentée de 1976)
- Paysages avec figures absentes.
- Sur le seuil.
- Bois et blés.
- La tourterelle turque.
- Travaux au lieu-dit l'Étang.
- Oiseaux invisibles.
- Le pré de mai.
- Prose au serpent.
- Soir.
- Même lieu, autre moment.
- Deux lumières.
- « Si les fleurs n'étaient que belles... »
- « Si simples sont les images, si saintes... »
- Éclaircies.